# Zumarraga (Samar)
Zumarraga ist eine philippinische Stadtgemeinde in der Provinz Samar. Sie hat 16.295 Einwohner (Zensus 1. August 2015).

## Baranggays
Zumarraga ist politisch in 25 Baranggays unterteilt.
| - Alegria - Arteche - Bioso - Boblaran - Botaera - Buntay - Camayse - Canwarak - Ibarra - Lumalantang - Macalunod - Maga-an - Maputi | - Monbon - Mualbual - Pangdan - Poro - San Isidro - Sugod - Tinaugan - Tubigan - Poblacion 1 (Barangay 1) - Poblacion 2 (Barangay 2) - Marapilit - Talib |